# Zellballen
Zellballen é um termo utilizado para descrever um grupo de células chefe, que são separadas em grupos através da segmentação do estroma fibrovascular de bandas, e são cercados por sustentacalar a célula. Zellballen são tipicamente vistos em Paragangliomas e Pheochromocytomas.